# Авіаудар по Сніжному 15 липня 2014 року
Авіаудар по Сніжному стався 15 липня 2014 року під час літніх боїв війни на сході України. Вибухи зачепили житловий будинок, у якому повністю обвалилася чотириповерхова секція. Жертвами стали 11 осіб.

## Передумови
За українськими даними станом на липень 2014 року, місто Сніжне перебувало під контролем проросійських сил, це був один із їхніх укріпрайонів.

## Перебіг подій
15 липня 2014 року близько 6:20 ранку у місті Сніжному пролунала серія вибухів. Повідомлялося про вибух у самому центрі міста — у житловому будинку по вулиці Леніна 14, унаслідок якого обвалилася уся чотириповерхова секція, а також про пошкодження сусідніх будівель. Донецька облдержадміністрація повідомила, що у житловому будинку зруйновано 12 квартир. Станом на 10 годину ранку було відомо про загибель 4 людей, ще четверо отримали поранення різного ступеня тяжкості.
Згідно з даними російських ЗМІ, окрім зруйнованої секції будинку, повністю зруйновано будівлю міської податкової. Є пошкодження на Хлібзаводі.

## Жертви
Унаслідок вибуху й обвалу будинку загинуло 11 осіб.

## Реакція
- Деякі російські ЗМІ, зокрема «Вести», сповістили, що удар був здійснений авіацією Збройних сил України. За їхніми словами, літак Су-25 випустив 6 НУРСів[4].
- Об 11:15 того ж дня Пресцентр АТО сповістив, що через падіння Ан-26 польоти авіації сил АТО з 14 липня 2014 року призупинені до окремого розпорядження, і авіація відтоді перебуває в пунктах постійної дислокації[5][6].
- Дмитро Тимчук назвав відповідальними за авіаудар російську авіацію, аргументуючи це тим, що українська авіація не здійснювала вильотів після збиття Ан-26 напередодні, 14 липня[7].
- Того ж дня опівдні речник РНБО Андрій Лисенко підтвердив, що вибух був спричинений авіаударом. Він сказав, що після падіння у понеділок збитого літака Ан-26 українські військові почали операцію з пошуку і порятунку льотчиків, і з того моменту жоден український літак у небо не піднімався. Через це авіаудар по Сніжному Лисенко кваліфікував як «цинічну та криваву провокацію, розраховану на дискредитацію українських військових»[3].